# Fabio Gómez
Pour les articles homonymes, voir Gomez.
Pas d'image ? Cliquez ici

a Compétitions nationales et continentales officielles uniquement.

b Matchs officiels uniquement.
Dernière mise à jour le 1 août 2013.
Esteban Fabio Gómez, né le 13 juillet 1965 à Buenos Aires, est un joueur de rugby argentin, évoluant au poste de demi de mêlée.

## Biographie
Fabio Gomez a connu 8 sélections internationales en équipe d'Argentine, il fait ses débuts le 17 septembre 1985 contre l'équipe d'Uruguay. Sa dernière apparition comme Puma a lieu le 4 août 1990 contre les Anglais. 

## Statistiques en sélection nationale
- 8 sélections en équipe d'Argentine
- Nombre de sélections par année : 1 en 1985, 3 en 1987, 1 en 1989, 3 en 1990
- Participation à la Coupe du monde de rugby 1987 : 3 matchs (2 comme titulaire), 1 essai inscrit.